# Cratere Fischer
Fischer è un cratere lunare intitolato ai Premi Nobel per la chimica Hermann ed Hans Fischer. Si trova nella parte nordorientale del fondo interno del grande cratere Mendeleev, sulla faccia nascosta della Luna.
Il cratere ha un bordo sottile e circolare, e un fondo con la stessa albedo del terreno circostante. Al suo interno c'è un piccolo cratere da impatto, adiacente alla parete interna del lato nordovest. Sia l'orlo che il fondo di Fischer sono punteggiato da parecchi crateri minori.